# Sanaüja
Sanaüja (spanisch Sanahúja) ist eine spanische Gemeinde (municipio) mit 379 Einwohnern (Stand: 2024) im Nordosten Kataloniens. 

## Geographie
Sanaüja liegt etwa 57 Kilometer ostnordöstlich von Lleida und etwa 75 Kilometer nordwestlich von Barcelona in einer Höhe von ca. 410 m am Río Llobregós. 

## Einwohnerentwicklung
| 1970 | 1981 | 1991 | 2001 | 2011 | 2021 |
| ---- | ---- | ---- | ---- | ---- | ---- |
| 573  | 509  | 468  | 465  | 460  | 396  |

## Sehenswürdigkeiten
- Reste der Burganlage (Castillo de Sanahúja)
- Marienkirche
- Augustinerkonvent
- Magdalenenkapelle
- Rathaus

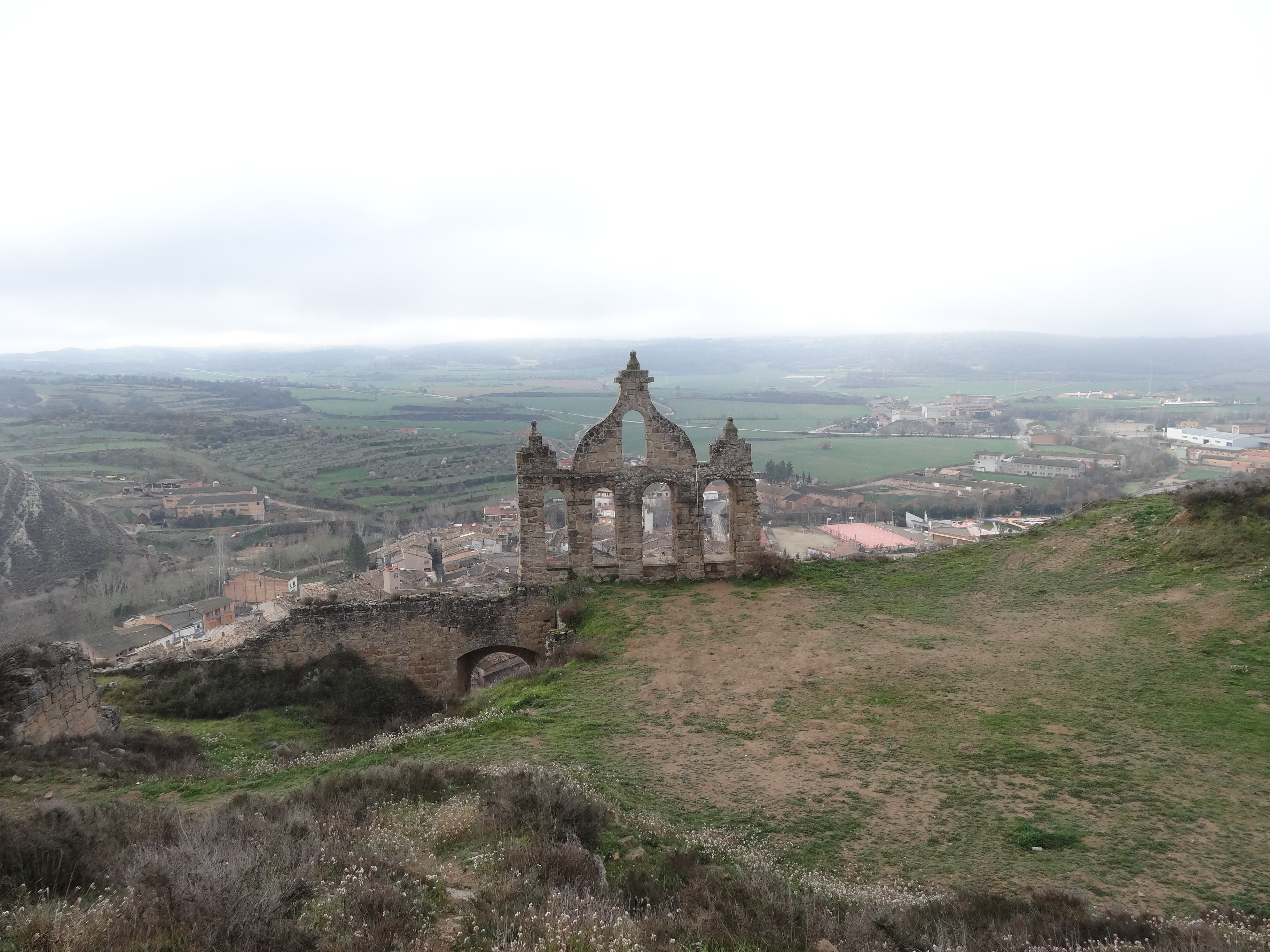
Reste der Burganlage
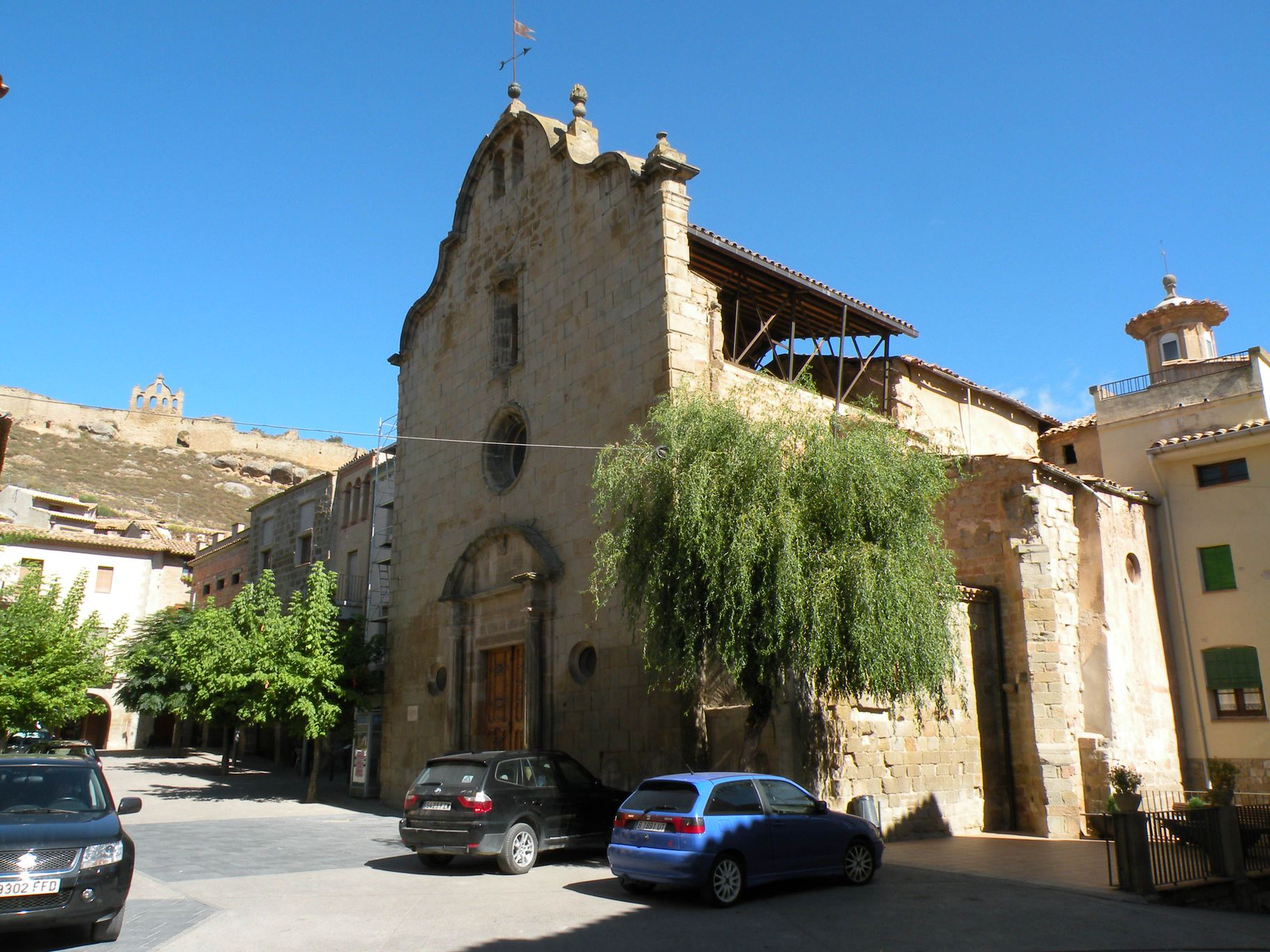
Marienkirche
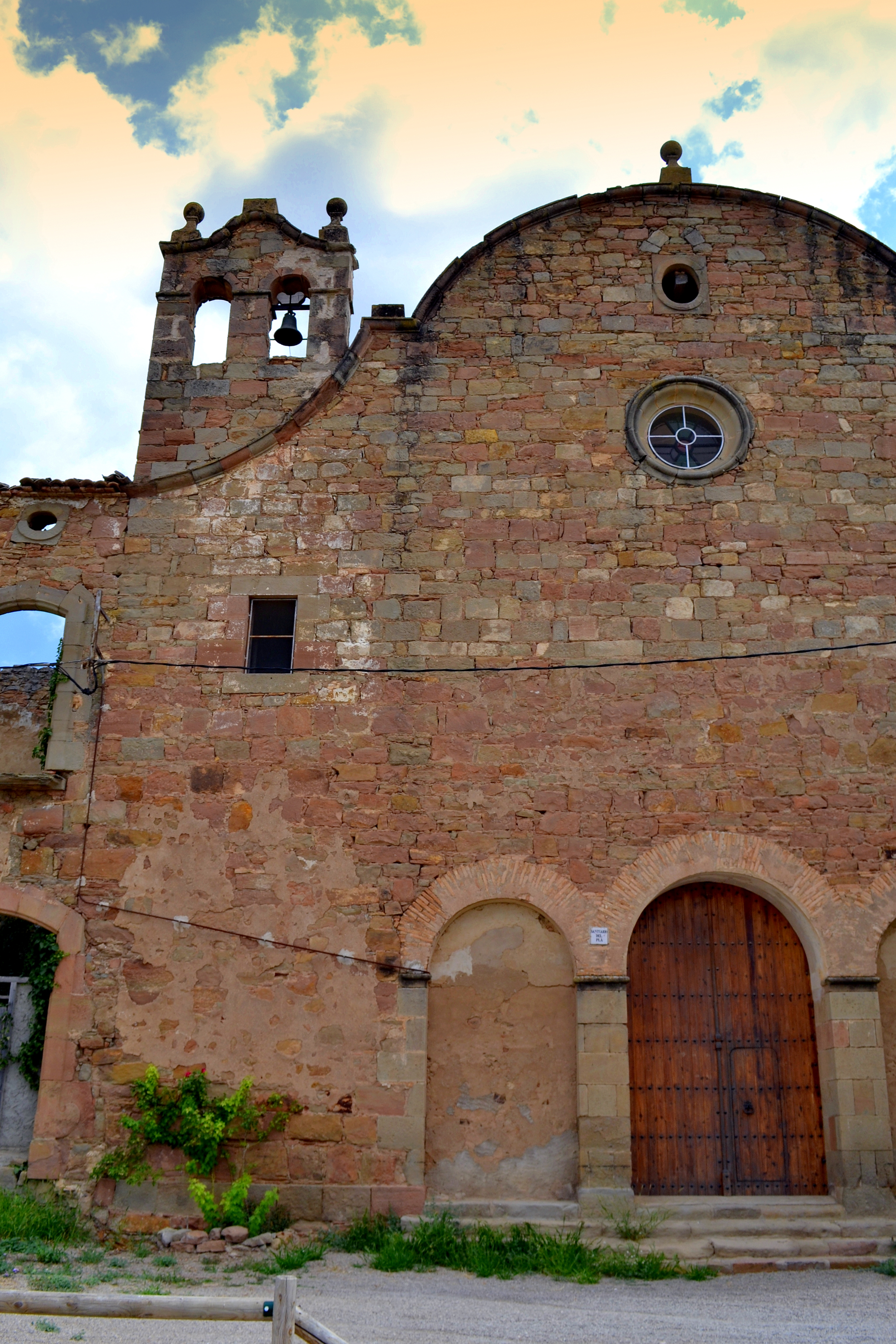
Augustinerkonvent
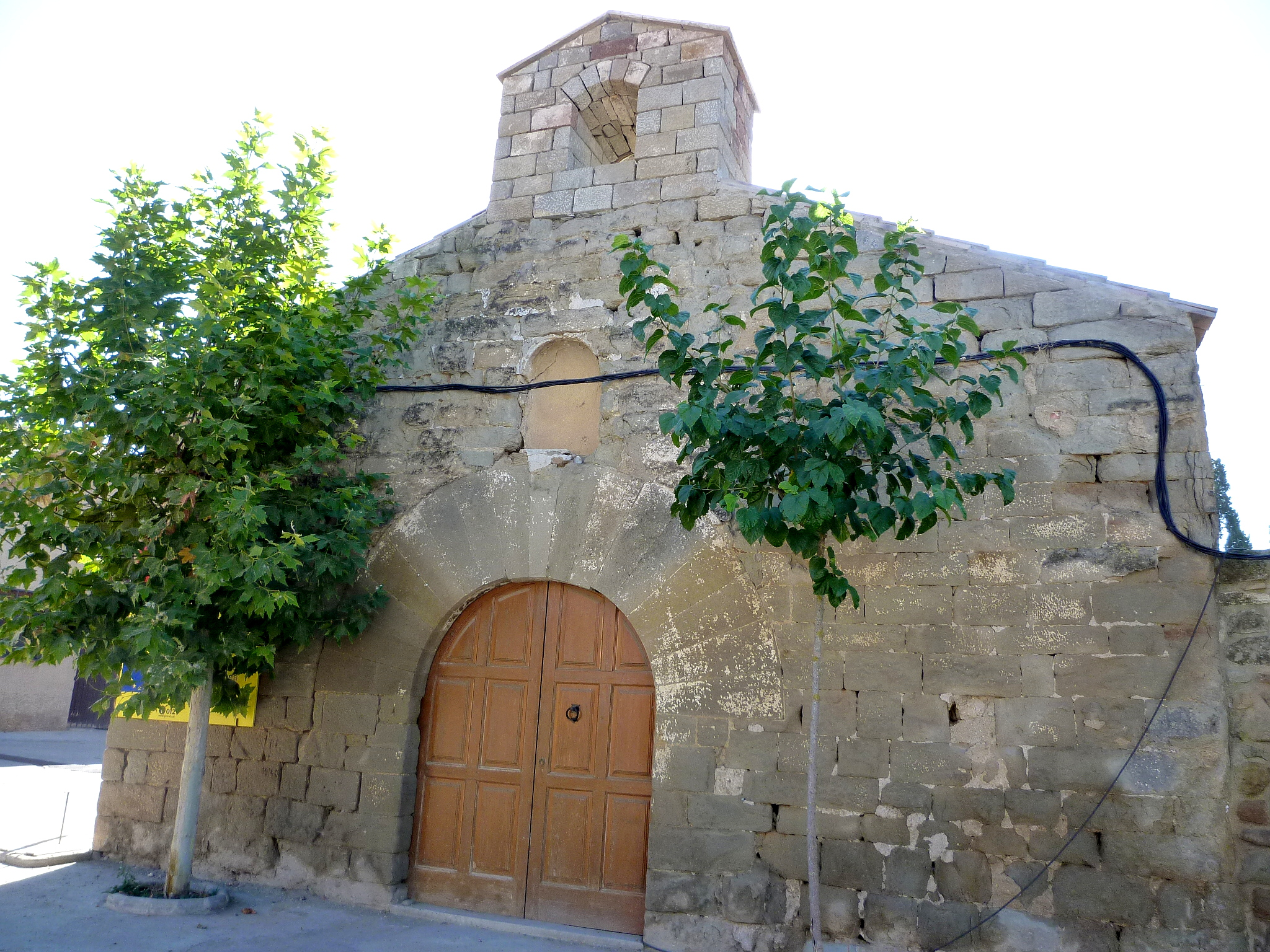
Magdalenenkapelle
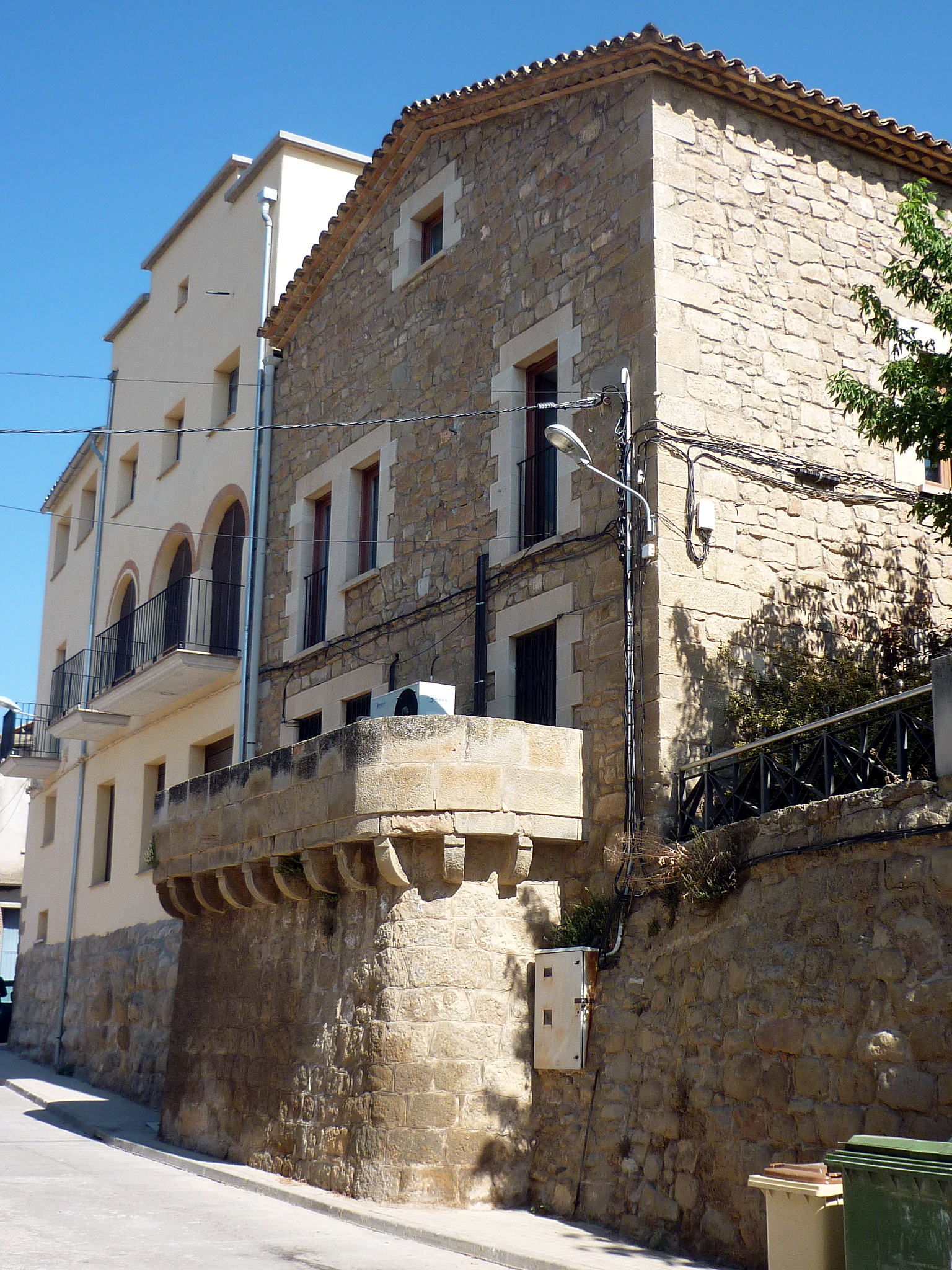
Rathaus

## Persönlichkeiten
- Francisco Andreví (1786–1853), Priester und Kapellmeister
- Joan Margarit (1938–2021), Architekt und Lyriker